# Římskokatolická farnost Solnice
Římskokatolická farnost Solnice je územním společenstvím římských katolíků v rychnovském vikariátu královéhradecké diecéze.

## O farnosti

### Historie
Solnice je prvně písemně doložena v roce 1321, kdy Zderazský klášter v Praze dostal od majitelů panství právo dosazovat z řad svých řeholníků kněze k místnímu kostelu. Zderazští řeholníci (Cyriaci) si v Solnici vystavěli řeholní dům. Ten byl následně zničen za husitských válek. V letech 1681–1686 byl v Solnici postaven nový barokní kostel, zasvěcený Stětí svatého Jana Křtitele. Po polovině 19. století byl solnickým farářem Josef Ehrenberger, pozdější kanovník v Praze na Vyšehradě. Ehrenberger byl literárně činný, velkou část jeho produkce tvořily vlastivědné práce (například beletrizované historické události), k nimž látku čerpal v solnickém archivu. V roce 1868 se ze Solnice přesunul na Vyšehrad, kde byl instalován sídelním kanovníkem.

### Duchovní správci
- 1957–1999 R. D. Václav Zykan (9. 9. 1923–14. 4. 1999) (farář)
- 1999–2009 R. D. František Hofman, OMelit. cap. Mag (administrátor)
- 2009–2011 R. D. Bc. Th. Jaroslav Axler (administrátor)
- 2011–2019 R. D. ThMgr. Artur Kamil Różański (administrátor)
- 2019–současnost P. ThLic. Emil Hoffmann, dr, CM (administrátor excurrendo)

### Současnost
Farnost má sídelního duchovního správce, který spravuje pouze tuto jedinou farnost.
| Fotografie | Kostel                              | Místo             | Bohoslužba                 | Bohoslužba                                          | Poznámka         |
| ---------- | ----------------------------------- | ----------------- | -------------------------- | --------------------------------------------------- | ---------------- |
|            | Kostel sv. Marka                    | Kvasiny           | neslouží se pravidelně     | neslouží se pravidelně                              | filiální kostel  |
|            | Kostel sv. Václava                  | Litohrady         | neslouží se pravidelně     | neslouží se pravidelně                              | filiální kostel  |
|            | Kostel sv. Jakuba Staršího          | Skuhrov nad Bělou | neděle čtvrtek pátek       | 10.30 15.00 v zimě, 16.00 v létě 16.00 pouze v létě | filiální kostel  |
|            | Kostel Stětí sv. Jana Křtitele      | Solnice           | neděle středa pátek sobota | 8.15 18.00 8.15 v zimě, 18.00 v létě                | farní kostel     |
|            | Kostel Nejsvětějšího Srdce Ježíšova | Solnice           | neslouží se pravidelně     | neslouží se pravidelně                              | hřbitovní kostel |
|            | Kostel sv. Vavřince                 | Velký Uhřínov     | sobota                     | 15.00 (1× měsíčně dle ohlášení)                     | filiální kostel  |